# Vrgada
Vrgada (phát âm tiếng Serbia-Croatia: [vř̩ɡaːda]) là một hòn đảo thuộc Croatia trên ngoài khơi biển Adriatic. Nó nằm ở giữa Zadar và Šibenik, ở phía Tây Bắc quần đảo phía Murter và phía Nam Biograd na moru, cách đất liền 2,5 hải lý (4,6 km). Nó có diện tích 3,7 km² (1 dặm vuông),  và có dân số là 249 người. Khu định cư duy nhất trên hòn đảo này cũng được đặt tên Vrgada và được bao quanh bởi các cây thông rừng. Các ngành kinh tế chính là nông nghiệp và đánh cá. Trên bờ biển phía Đông Bắc còn có một số vịnh nhỏ.